# 10244 Thuringer Wald
Thuringer Wald (asteróide 10244) é um asteróide da cintura principal, a 2,157989 UA. Possui uma excentricidade de 0,1022447 e um período orbital de 1 361,21 dias (3,73 anos).
Thuringer Wald tem uma velocidade orbital média de 19,21087395 km/s e uma inclinação de 7,48184º.
Este asteróide foi descoberto em 26 de Setembro de 1960 por Cornelis van Houten, Ingrid van Houten-Groeneveld.